# Lilly von Sauter

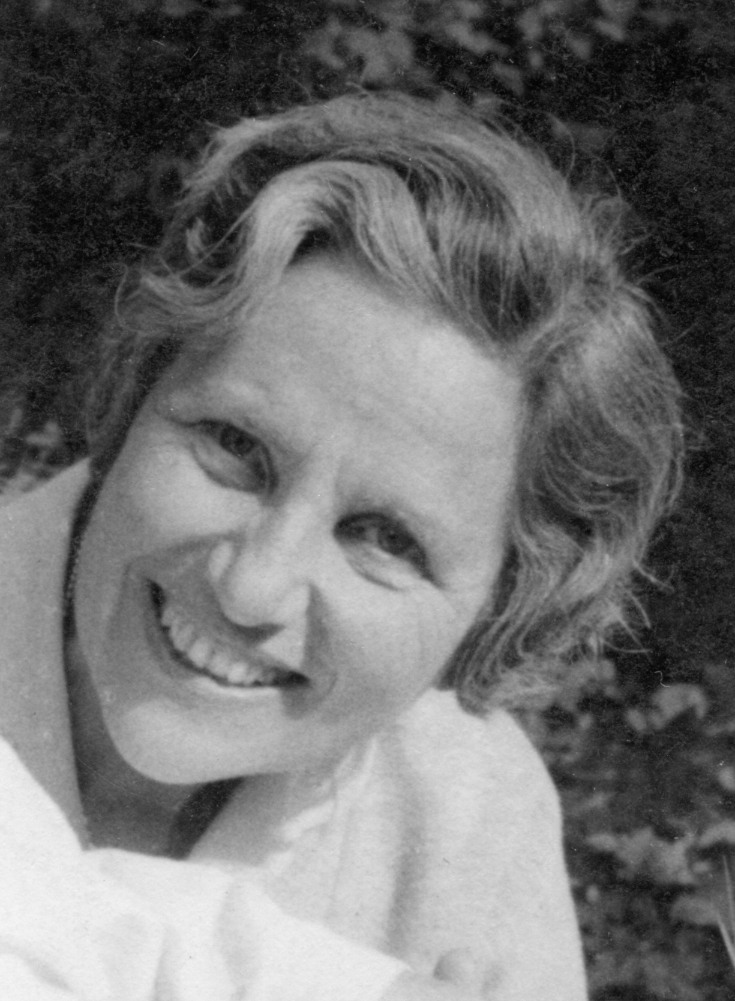
Lilly von Sauter

Lilly von Sauter (* 19. Juni 1913 als Juliane Pleschner, Tochter von Hans Gallus Pleschner und seiner Frau Maria geb. Grünberger, in Wien; † 7. März 1972 in Innsbruck) war eine österreichische Dichterin, Lyrikerin und Übersetzerin.

## Leben
Ab 1931 studierte sie Kunstgeschichte und Archäologie in Wien und wurde 1936 bei Julius von Schlosser zum Dr. phil. promoviert. 1936 heiratete sie Heinz von Sauter, mit dem sie zwei Söhne hat.
Ab 1945 war sie vielfältig als Kulturjournalistin tätig, u. a. für die Salzburger Nachrichten und Radio Tirol. Für ihre wissenschaftliche Mitarbeit am Institut Français d’Innsbruck erhielt sie 1958 den Kunstförderungspreis der Stadt Innsbruck.
1962 wurde sie als Kustodin der Sammlungen des Kunsthistorischen Museums auf Schloss Ambras berufen. Für ihre Mitarbeit an der Ausstellung Vienne à Versailles wurde sie in den Ordre des Arts et des Lettres aufgenommen. 1970 wurde ihr das Verdienstkreuz des Landes Tirol verliehen, und sie wurde in den Kulturbeirat der Tiroler Landesregierung berufen.
Im Innsbrucker Stadtteil Vill ist der Lilly-von-Sauter-Weg nach ihr benannt.

## Werke
- Spiegel des Herzens, Gedichte, Österreichische Verlagsanstalt, Innsbruck 1948, OCLC 7502346.
- Ruhe auf der Flucht, Roman, Innsbruck 1951, DNB 454286813.
- Mondfinsternis, Novelle (= Das kleine Buch, Band 103), Bertelmann, Gütersloh 1957, DNB 454286805.
- Zum Himmel wächst das Feld (= Lyrik heute, Band 1), Wort und Welt, Innsbruck 1973 und 1975, ISBN 3-85373-003-5.
- Die blauen Disteln der Kunst, Haymon, Innsbruck / Wien 1993, ISBN 3-85218-138-0.
- Mondfinsternis, herausgegeben von Karl Zieger, Walter Methlagl, Verena Zankl, Christine Riccabona. Haymon, Innsbruck / Wien 2013, ISBN 978-3-709-97032-4 (Erstausgabe in der Reihe Das kleine Buch, Band 103, Bertelmann, Gütersloh 1957, DNB 454286805).

## Übersetzungen
- Marcel Aymé: "Die Verlobung" und "Oskar und Erik", Zürich 1956
- Honoré de Balzac: Der Landarzt, Innsbruck 1947
- Sylvia Beach: Treffpunkt – ein Buchladen in Paris, München 1963
- John Beckwith: Die Kunst des frühen Mittelalters, München 1967
- Maurice Besset: Wer war Le Corbusier, Genève 1968
- Raymond Caillava: Die verlorenen Mädchen von Paris, Salzburg 1956
- Albert Cohen: Das Buch meiner Mutter, München 1971
- Henri Daniel-Rops: Clara von Assisi, Wien 1953
- Maurice Druon: Alexander, Stuttgart 1962
- Luc Estang: Antoine de Saint-Exupéry in Selbstzeugnissen und Bilddokumenten, Hamburg 1958
- Romain Gary: Erste Liebe – letzte Liebe, München 1961
- Romain Gary: Die Wurzeln des Himmels, München 1957
- Große Familiensammlungen, München 1967
- Peggy Guggenheim: Von Kunst besessen, München 1962
- Paul Guimard: Die Dinge des Lebens, München 1970 (übersetzt zusammen mit Heinz von Sauter)
- Jean Christopher Herold: Liebe in fünf Temperamenten, München 1964
- Jean Christopher Herold: Madame de Staël, München 1960
- Joseph Kessel: Brunnen der Parzen, München 1961
- Le Corbusier: Mein Werk, Teufen AR 1960
- François Mauriac: Bild meines Ichs, München 1960
- François Mauriac: Das Geheimnis Frontenac, München 1961
- François Mauriac: Die Sünde, Wien 1953
- François Mauriac: Die verborgenen Quellen, München 1967
- François Mauriac: Was ich glaube, München 1963
- André Maurois: Ich flüchte mich in mein Herz, München 1963
- Vesey Norman: Waffen und Rüstungen, Frankfurt 1965
- Gaëtan Picon: Frankreich, Gütersloh 1963
- Gaëtan Picon: Panorama der modernen Literatur: Frankreich. Gütersloh 1963
- Phoebe Pool: Die Kunst des Impressionismus, München 1970
- Jules David Prown: Amerikanische Malerei, Stuttgart 1979
- Pierre Rousseau: Geschichte der Zukunft, München 1960
- John Albert Walker: Die National-Galerie Washington, München 1964
- Maria Winowska: Das verhöhnte Antlitz, Salzburg 1957

## Auszeichnungen
- 1958 Kunstförderungspreis der Stadt Innsbruck
- 1964 Ordre des Arts et des Lettres
- 1970 Verdienstkreuz des Landes Tirol
- 1970 Ritter des Ordre des Arts et des Lettres